# Hans Ernback
Hans Erik Ernback, född 27 mars 1942 i Luleå, död 19 februari 2013 i Johannes församling i Stockholm, var en svensk skådespelare, teaterregissör och  dramatiker.
Ernback arbetade med diverse yrken som lastbilschaufför, televerksarbetare och servitör innan han utbildade sig vid Statens scenskola i Malmö 1963–1966.  Därefter engagerades han vid Atelierteatern i Göteborg. Han fick sitt genombrott i mitten av 1960-talet i svensk film och lanserades närmast som "förste älskare" genom rollerna i Ormen (1966), Adamsson i Sverige (1966) och Roseanna (1967). Ernback gillade dock inte uppmärksamheten och kom därför att endast sporadiskt göra filmroller. Istället började han ägna sig åt radio och radioteaterregi. År 1980 gjorde han dock en tillfällig comeback i TV-serien Sinkadus.
Sedan 1960-talet målade han kontinuerligt. Ernback är begravd på Norra begravningsplatsen i Stockholm.

## Filmografi
- 1966 – Adamsson i Sverige
- 1966 – Ormen
- 1967 – Bränt barn
- 1967 – Roseanna
- 1968 – Fanny Hill
- 1968 – Vindingevals
- 1969 - Årets brott (kortfilm av konstnären Dick Bengtsson)[7]
- 1970 – Nana
- 1971 – Leka med elden
- 1971 – Midsommardansen
- 1973 – Ett köpmanshus i skärgården (TV-serie)
- 1973 – Makt på spel (TV-serie)
- 1973 – Pelikanen
- 1974 – De tre från Haparanda (TV-serie)
- 1977 – Den allvarsamma leken
- 1979 – Linus eller Tegelhusets hemlighet
- 1980 – Sinkadus (TV-serie)
- 1981 – Operation Leo
- 1982 – Super-Ted
- 1983 – Midvinterduell
- 1983 – Spanarna (TV-serie)
- 1983 – Öbergs på Lillöga (TV-serie)
- 1984 – Se upp för sjöjungfrur!
- 1986 – Välkommen upp

## Teater

### Roller (ej komplett)
| År   | Roll        | Produktion                                                      | Regi          | Teater                 |
| ---- | ----------- | --------------------------------------------------------------- | ------------- | ---------------------- |
| 1967 | Medverkande | Viet Rock Megan Terry                                           | Sten Lonnert  | Stockholms stadsteater |
| 1968 | Rovo        | Jaktscener (Jagdszenen aus Niederbayern) Martin Sperr           | Ernst Günther | Stockholms stadsteater |
| 1968 | Budbäraren  | Medea (Μήδεια Mēdeia) Euripides                                 | Keve Hjelm    | Stockholms stadsteater |
| 1970 |             | Nyköpings gästabud Ivar Schnell                                 | Curt Broberg  | Nyköpingshus           |
| 1975 | Jepichodov  | Körsbärsträdgården (Вишнёвый сад, Visjnjovyj sad) Anton Tjechov | Jan Håkanson  | Stockholms stadsteater |

## Radioteater

### Regi (ej komplett)
| År   | Produktion                               | Upphovsmän        |
| ---- | ---------------------------------------- | ----------------- |
| 1989 | Godnatt, mister Tom Goodnight Mister Tom | Michelle Magorian |